# Ladignac-le-Long
Ladignac-le-Long (tiếng Occitan: Ladinhac) là một xã của tỉnh Haute-Vienne, thuộc vùng Nouvelle-Aquitaine, miền trung nước Pháp.